# カワスポ
月刊カワスポ with Tigers（げっかんカワスポ ウィズ・タイガース）は、MBSテレビで2013年4月5日から2014年10月10日まで放送されていたスポーツ情報番組。原則として関西ローカルの生放送番組で、毎日放送アナウンサー・河田直也の冠番組でもある。
番組開始から2014年3月28日までは、カワスポ SPORTS with YOU（カワスポ スポーツ・ウィズ・ユー）というタイトルで、毎週金曜日の24:20 - 24:59（JST）に放送。レギュラー放送開始前週の2013年3月29日（金曜日・日本プロ野球の同年公式戦開幕日）には、生放送で『カワスポ創刊号 阪神開幕スペシャル』（カワスポそうかんごう はんしんかいまくスペシャル）を編成した。また、毎日放送グループのCS放送であるGAORAでも、レギュラー放送分の遅れ放送を不定期で実施することがあった。
2014年4月6日からは、月1回の放送へ移行するとともに、基本の放送枠を日曜日の12:54 - 13:54へ移動。毎日放送グループの阪神タイガース（阪神）応援キャンペーン「with Tigers」の関連番組として、番組タイトルを月刊カワスポ with Tigersに改めた。ただし、放送月によっては、編成上の事情で放送曜日・時間を変更することがあった。
当ページでは、MBSラジオが2013年度のナイターオフ期間（2013年11月9日 - 2014年3月29日）を中心に放送していた関連番組のwithタイガース カワスポサタデー運動部!（ウイズタイガース カワスポサタデーうんどうぶ）についても述べる。

## 概要
MBSテレビが『MBSスポーツドーム』の終了（2000年3月25日）以来13年振りにレギュラーで編成する自社制作の本格的スポーツ情報番組で、キャッチフレーズは「あらゆるスポーツを語り尽くす新スポーツエンターテインメント」。
メインMCには、現役のスポーツアナウンサーではない河田を、「編集長」という肩書で起用。河田の苗字の一部であるカワを番組タイトルに組み込んだほか、河田の苗字にちなんだ表現（「カワッタミカタ」「ワカッタ」など）を放送の随所に用いている。ちなみに河田は、過去にスポーツ中継の実況・リポートや選抜高校野球大会・全国高校ラグビーのハイライト番組（MBSテレビ制作）のキャスターを歴任していたが、スポーツ関連番組をレギュラーで担当するのは毎日放送への入社後初めてであった。
また、関西に縁の深いスポーツ関係者（元アスリートなど）が、週替わりで「アスリートパートナー」（河田のアシスタント）として出演。週替わり特集テーマに関する「有識者」（コメンテーター）と、「初心者」に当たる著名人をスタジオに迎えたうえで、在阪局制作の番組ならではの本音トークを展開していた。

### 『カワスポ』（毎週放送）時代
プロ野球シーズン中には、阪神タイガース（阪神）に密着する共通企画と、阪神・プロ野球以外のスポーツ・種目・チーム・選手などをテーマとして扱う週替わり特集で構成。後者の企画では、「初心者」にも分かりやすい視点から、さまざまなスポーツの魅力、「カワッタミカタ」と称する観戦のポイント、楽しい実践法、知る人ぞ知る選手・関係者のエピソードなどを伝えていた。なお、プロ野球のオフシーズンには、阪神関連の特集を含む週替わり企画で全編を構成。1つの企画を2回に分けて放送したり、全編を事前に収録したりすることもあった。

### 『月刊カワスポ』時代
河田は、2014年4月11日から、（『カワスポ』を放送してきた）金曜日に『ちちんぷいぷい』（MBSテレビで平日の午後に放送中の3時間55分番組）のメインパーソナリティ（総合司会）を担当（先輩アナウンサーの総合司会・西靖との共同司会扱い）。その関係で、放送時間を『カワスポ』から30分近く拡大するとともに、『ちちんぷいぷい』を放送しない日曜日を中心に月1回のペースで放送していた。
また、「アスリートゲスト」として、金本知憲（MBSラジオ野球解説者）と藤本敦士（放送時点では毎日放送野球解説者）がレギュラーで出演。『カワスポ』時代の2013年プロ野球シーズンに実施した「阪神全144試合完全制覇 おっかけタイガース!」（後述）の2014年版をはじめ、阪神関連の企画や、日本プロ野球およびメジャーリーグの日本人選手に関するニュースを中心に構成していた。
2014年10月10日（金曜日・体育の日）の9:55 - 10:55に放送された『別冊カワスポwith tigers CS直前スペシャル～阪神・オリックス 推しメンNo.1は誰だ!～』で、『カワスポ』の名を冠した番組シリーズを終了した。
ただし、シリーズ終了後も、番組で取り上げたアスリートの追跡取材などを『ちちんぷいぷい』で随時実施。MBSテレビで「with Tigers」の名を冠した特別番組を放送する場合には、河田が司会を務めるほか、当シリーズへの出演経験者の一部をゲストに迎えている。
また、MBSテレビでは2014年6月から、Jリーグのシーズン中に『VVヴィッセル』（ヴィッセル神戸の応援・情報番組）を月に1回のペースで放送中。同年の放送では、『カワスポ』のアシスタントだった松本麻衣子（毎日放送アナウンサー）が、河田と共に司会や取材を担当していた。

## 放送時間
いずれも、関西ローカルでの放送時間。

### 『カワスポ』時代
- 毎週金曜日 24:20 - 24:59（2013年4月5日 - 2014年3月28日）
  - 放送週によっては、編成上の事情で放送時間を遅らせたり、放送を休止したりすることがあった。
  - 生放送の場合には、前枠番組である『MBS NEWS』最終版（レギュラー放送枠は24:15 - 24:20）のエンドカードに続いて、当番組の本番1分45秒前のスタジオから15秒間当日の予告を放送。河田と当日のゲストが登場する。ただし、放送週の企画によっては、全編を事前に収録することがあった。

### 『月刊カワスポ』時代
- 月1回・基本として日曜日 12:54 - 13:54（2014年4月6日 - 2014年10月10日）
  - 2014年5月の放送分は、10日（土曜日）の16:30 - 17:30に編成[1]。通常はこの時間帯に『河田直也&桜井一枝のうきうき土曜リクエスト』（MBSラジオ土曜日午後の生ワイド番組）へ出演している河田は、同番組をいったん中座する格好で、当番組の司会を務めた[2]。

## 主なコーナー・企画

### 「阪神全144試合完全制覇 おっかけタイガース!」

#### 2013年度
- ダルビッシュ有の形態模写が得意で、「新世界のダレビッシュ」と名乗っていながら、野球にあまり詳しくないことを自認しているソエジマ隊員（松竹芸能所属・芸歴3年のピン芸人）が（開幕戦を含む）阪神の2013年公式戦全144試合を球場で観戦する模様に密着する企画。観戦した試合で阪神が勝った場合には、和田豊一軍監督の背番号（86番）にちなんで、1勝につき8,600円のギャラが試合後に番組スタッフからソエジマに支給される。
  - リーグ戦以上に球場間の移動距離が長くなったプロ野球セ・パ交流戦の終了後には、交流戦の阪神の最終順位（7位）に応じて番組が設定したルールに沿って、（マット・マートン外野手の背番号×1,000円=）9,000円のボーナスを支給。オールスターゲームの期間中には、阪神タイガースの属するセントラル・リーグの勝利と、タイガースから選出された選手の活躍に応じてギャラを特別に支給した。ちなみにソエジマは、同ゲームの期間中のみ球場へ赴かず、阪神ファンの集う居酒屋でテレビ中継を観戦していた。
- 阪神が負けた場合や、引き分けに終わった場合にはギャラが出ないため、ソエジマが移動等の経費や観戦チケットを自力で賄う。手持ちの現金がない（または不足している）場合には、球場の外でラジオ中継を聞きながら応援したり、場外に居合わせた阪神ファンが好意で譲ったチケットで場内での観戦に漕ぎ着けたりすることもある。
- ソエジマは、球場で阪神戦を観る際のポリシーとして、（ダルビッシュが所属する）テキサス・レンジャーズのレプリカユニフォーム姿でトイレへ行かずに試合開始から終了まで見届けることを公言[3]。球場によっては、阪神の選手・ファンから声を掛けられたり、阪神の私設応援団員・阪神と対戦する球団のマスコットキャラクターと交流したりしている。
  - 9月20日放送分の当コーナーでは、同月15日（日曜日）に神宮球場で開かれた東京ヤクルトスワローズ対阪神ナイトゲームでの密着取材中に、ウラディミール・バレンティン（ヤクルト外野手）が56号本塁打（NPBシーズン新記録）・57号（アジアにおけるプロ野球のシーズン新記録）を放った瞬間をレフト側外野席で遭遇した模様を放送。ソエジマはいずれの打球も捕れなかったが、番組スタッフが試合中に56号の着弾地点（椅子に付いた打球痕）を撮影したほか、56号・57号の打球を実際に捕ったファンとソエジマによる単独インタビューも敢行した（いずれも「当番組だけの独占映像」として放送）。また、翌週（9月27日）の放送分では、ソエジマが同月23日の阪神対ヤクルト戦（甲子園球場）の試合前に偶然バレンティンの実母と遭遇した映像を流している。
- 当コーナーのみ、MBSテレビ・ラジオで阪神戦中継の実況・ベンチリポートを担当するスポーツアナウンサーの井上雅雄か、松本がナビゲーター（スタジオ進行役）として出演。放送日にタイガースの試合があった場合には、その試合の経過・結果や、試合終了時点でのソエジマ隊員の所持金総額も伝える。ちなみに、2013年の公式戦終了（10月8日の横浜スタジアム・対横浜DeNAベイスターズ戦）時点では、16,672円分もの自己負担（赤字）が生じていた。
- MBSテレビの『withタイガース MBSタイガースライブ』（関西ローカル向け・タイガース公式戦中継）において、中継カードが当初の放送予定より早く終了した場合には、中継当日までの当コーナーのダイジェストをフィラー番組扱いで放送。また、当番組からのスピンオフ扱いで、特別番組を編成することもある（後述）。
- 同年シーズンについては、前述の最終戦でソエジマが全144試合の観戦を達成したことから、同月11日放送分で企画をいったん終了。阪神の公式戦を開催した20球場への総移動距離は2万5,213 km、総使用金額は68万982円、球場におけるソエジマの総応援時間は481時間27分だった。なお和田は、同日に放送されたビデオメッセージの中で、ソエジマが阪神のファンであることを監督の立場で「公認」している。
  - 阪神がシーズン2位で3年振りにクライマックス・シリーズ（CS）へ進出したことから、最終戦の終了直後からはソエジマへの条件付き企画として「CSもおっかけタイガース!」を実施。シーズン1位の読売ジャイアンツ（巨人）と3位の広島東洋カープ（鯉）もセントラル・リーグのCS（クライマックス・セ）に残ったことにちなんで、釣り初心者のソエジマが広島とのCSファーストステージ第1戦（甲子園）までの3日間で旧淀川の釣りポイントで体長60cm以上の巨鯉を釣り上げられれば、その時点から球場でのCS観戦権を得られる趣向になっていた。これに対してソエジマは、番組で手配したプロ釣り師からのサポートもあって、2日目に体長75cmの鯉を釣り上げることに成功。その結果、CSファーストステージの2連戦を甲子園球場の1塁側アルプススタンドで観戦できた。実際には阪神が2連敗で敗退したため、ソエジマにギャラは支給されず、10月18日放送分で完結した。

#### 2014年度
- 前年度に和田監督から「タイガースの一員」として認められたソエジマが、新プロジェクト「お役にたちタイガース!」（後述）の担当に“栄転”。ソエジマの後任として、比嘉晴香ディレクターが「おっかけタイガース記者」を務める。また、『月刊カワスポ』として月1回の放送へ移行することから、『ちちんぷいぷい』と連動。比嘉は、同番組15時台のコーナー「ぷいぷい with Tigers」にも、取材先から随時電話か生中継で出演していた。

### 特集

#### 『カワスポ』時代

##### 「河田プッシュ」→「勝手にティーチャー!河田の120秒プッシュ」
- 毎日放送グループ内のメディア（MBSテレビ・MBSラジオ・GAORA）が当番組の放送週に中継（または翌週に中継を予定）しているスポーツ・競技を中心に、プロ・アマチュアの違いを問わず、毎回1つのスポーツ・競技をテーマに設定。そのテーマに関係する人物（選手や審判など）に密着した取材映像を放送したり、取り上げるスポーツに特有のグッズ・アイテムをスタジオで紹介したりする。ちなみに、レギュラー放送の初回のみ「河田プッシュ」というコーナータイトルを付けていたが、以降の放送では特に使っていない。放送回によっては、当番組と関係の深いアスリート（放送上の通称は「カワスポファミリー」）に焦点を絞った特集を放送したり、特集の途中や直後に「キーワードプレゼント」（エンディングで発表するキーワードを記入したハガキでの応募を条件に、視聴者から「カワスポファミリー」のサイン入りスポーツグッズを抽選で進呈するVTR企画）を挿入したりすることもある。
- エンディングでは、次回の特集で取り上げる（予定の）スポーツを、河田と当日の出演者による小芝居を交えながら発表。放送開始当初は、取り上げるテーマにまつわる選手・指導者の名言を紹介したり、「初心者」に当たるゲスト（またはアスリートパートナー）がエンディングの前に「よ～ワカッタ!!」「ワカッタ!!」「よ～ワカランカッタ!!」と書かれたカードから1枚を挙げて特集の内容を評価したりしていた。なお、2013年8月からは、後述の企画も週替わりで放送している。
- 密着取材企画の一部については、MBSテレビ・ラジオのスポーツ中継・関連番組に携わるアシスタントの松本麻衣子が、テーマに応じて担当。取材報告を放送する日には、スタジオにも出演する。当初は、スポーツアナウンサーの金山泉・河本光正や、本来はスポーツアナウンサーではない大吉洋平（いずれも毎日放送アナウンサー）や吉竹史（2014年1月まで同局アナウンサー）を「準レギュラー」として扱っていた。しかし実際には、初期に1～2回登場しただけに過ぎない。
- 2013年10月25日放送分からは、「河田プッシュ」というタイトルが、「勝手にティーチャー! 河田の120秒プッシュ」として復活。毎回1つのスポーツにまつわる1つの疑問をテーマに、河田が120秒（2分）間で解説するようになった。なお、解説中には画面の向かって左下に、残り時間を示すストップウォッチの画像を表示。残り時間が1分30秒、1分、30秒、10秒、5秒以内に到達すると、松本の声によるアナウンスでその旨を知らせる。

##### 「カワスポ流 アスリートのしふくの時間」
- 一般にはユニフォーム姿しか見せないことの多いアスリートに、「しふく（私服）」を披露してもらうVTRロケ企画で、2013年8月2日から放送。
  - 2013年8月2日：遠藤保仁（サッカー日本代表、ガンバ大阪所属）

##### 「クイズ ○○まるごとハウマッチ! ベスト10」「クイズ スポーツまるごとハウマッチ!」
- 2013年9月13日から放送を開始したスタジオ企画で、○○にはスポーツの種目名が入る。放送週によっては、種目を問わずに、スポーツにまつわるお金を扱う「クイズ スポーツまるごとハウマッチ!」になることもある。
- 「クイズ ○○まるごとハウマッチ! ベスト10」の場合には、1つの種目をテーマに、その種目にまつわるお金を最も高い順にベスト10形式で紹介。紹介の合間には、スタジオゲストに対して、制限時間5秒間のクイズをランダムに出題する。その一方で、「クイズ スポーツまるごとハウマッチ!」の場合には、多者択一式や早押し式のクイズに変わる。
- タイトルおよび企画は、かつてMBSテレビで制作・放送していた『世界まるごとHOWマッチ』（TBS系列全国ネット番組）と、MBSテレビで同時ネットを実施していた『ザ・ベストテン』（TBS制作の全国ネット番組）にちなむ。なお、「クイズ ○○まるごとハウマッチ! ベスト10」では、『ザ・ベストテン』で使用していた回転ドラム式のランキングボードを模したボードをスタジオに配置。また、若手アナウンサー時代に関西地方担当の中継リポーター（おっかけウーマン）を務めていた関岡香（毎日放送アナウンサー）を、ランキングVTRのナレーター兼クイズの出題役に起用している。なお、「クイズ スポーツまるごとハウマッチ!」では、アシスタントの松本がVTRのナレーター・クイズの出題役を兼務する。

##### 「河田直也の熱血仮入部」
- 2013年9月20日から放送を開始した河田の体験取材ロケ企画で、毎回1つのスポーツをテーマに、学校の部活動やスポーツクラブへ1日だけ“仮入部”をするという趣向。河田は、番組スタッフから与えられた「仮入部の掟」（正規の部員・メンバーと同じ練習メニューをひと通りこなすこと）に沿いながら、練習の合間に正規の部員・メンバーや関係者へのインタビュアーも務める。VTRのナレーターを松本が担当。放送上は、河田による“仮入部”のVTRに加えて、部やクラブの実績や近況を紹介するVTRも流す。
  - 2013年9月20日放送分：兵庫県立神戸甲北高等学校・女子ラグビー部
  - 2013年10月4日放送分:JSS宝塚スイミングスクール（所属選手の馬淵優佳と共に板飛び込みの練習へ参加）

##### 「スミッコツツキマッチ」
- 2013年9月27日から放送を開始。ある複数のスポーツや、同じスポーツで活躍したアスリートをテーマに、そのテーマに詳しい2人（または2組）のゲストがスタジオでのプレゼンテーションで対決する。
- 対決では、ゲストに対して、複数の「お題」を提示。その「お題」についての知る人ぞ知るエピソードを、証拠・証言の映像を交えながら、「スミッコネタ」として紹介する。
- 第1回のみ、データ放送と連動した視聴者参加企画として放送していた。視聴者は、紹介を終えた直後からエンディングの直前まで、プレゼンテーションに共感したゲストをデータ放送で投票。エンディングでは、投票結果を比率（%）で発表していた。なお、第2回（2013年11月1日）以降は、当日出演の「アスリートパートナー」がエンディングで判定。2014年最初の放送である1月3日放送の『新春スペシャル』および同月10日のレギュラー放送（いずれも事前収録）では、野球・サッカー・ラグビー・モーグルの4種目で詳しい知識や実技経験を持つ芸人が、トーナメント形式でプレゼンテーションを披露した。

##### 「クイズ ○○パネルマッチ!」
- 2013年11月21日から放送を開始。ある1つのスポーツを対象に、スタジオへ迎えた複数の芸能人ゲストが、特設の「パネル」に記された8つのテーマに関するクイズで正解数の多さを競う。河田が進行および「パネル」の選択、松本が出題を担当。放送上は、タイトルの○○に出題対象のスポーツの名称が入る。
- 出題対象のスポーツに詳しくない人でも楽しめるように、出題のテーマは、珍しいプレー・パフォーマンス、道具の価格、著名選手の好物・愛用品など多彩。出題方法も、選択問題、フリップへの記入問題、早押し問題など多岐にわたる。なお、正解数が最も多かったゲストには、番組からそのスポーツに関する豪華な賞品を進呈する。

#### 『月刊カワスポ』時代
放送中には、「今月の言うTUBE」（YouTube風のロゴとスマートフォンのディスプレイを模した縦型の大型ボード）で、放送予定のパート（コーナー・話題）の概要とパートごとの放送時間を紹介。放送日までの1ヶ月間の阪神の戦いを振り返るパートでは、「街の解説者」と称する阪神ファンへのインタビュー映像や、「アスリートゲスト」（後述）によるスタジオでの解説を交える。

##### 「お役にたちタイガース!」
- 『カワスポ』時代の「おっかけタイガース!」で“おっかけレジェンド”と化したソエジマが、阪神球団やファンの役に立つべく、番組スタッフから言い渡される「任務」に取り組む。「任務」は放送回によって異なり、「おっかけタイガース」のように、関西からの遠距離移動を要する「任務」も含まれる。第1回の「任務」は、「おっかけリポーター」に指名された時と同じく、毎日放送東京支社のスタジオから『カワスポ』の生放送へ出演中にスタッフから突然言い渡された。その一方で、当番組の公式サイトでは、ソエジマに就かせたい「任務」を視聴者から募集している。
- 第1回の放送では、金本が現役選手時代に自主トレーニングの一環で実施していたことで知られる最福寺 (鹿児島市)での護摩行を体験。「阪神ファンでは初めての体験」（池口恵観法主による放送中のVTRコメントより）だったにもかかわらず、燃えさかる炎を前に、1時間半にわたって行を務め上げた。
- 第2回の放送では、阪神の本拠地・阪神甲子園球場内野スタンド2階で営業中のショートパスタ専門店とのコラボレーションメニューとして、同球場外野グラウンドの天然芝や白球をモチーフに「トビコと温玉の冷製ジェノベーゼパスタ」を考案。放送当日の巨人戦からプロ野球セ・パ交流戦終了までの期間限定メニューとして、阪神の主催試合開催日に1皿600円（消費税相当額を含む価格）で販売されている。

## 出演者
◎：出演時点で毎日放送のアナウンサー

### 『月刊カワスポ』時代

#### レギュラーアナウンサー
- 河田直也◎（放送上の肩書は「カワスポ編集長」）
  - テーマによっては、自ら体験取材に赴くこともある。2014年2月のソチオリンピック開催期間中には、2012年ロンドンオリンピック に続いて毎日放送から周辺取材リポーター（放送上の肩書は「嗚呼、花の応援マン」）として派遣されたため、『カワスポ』には開催地・ソチからの生中継やロケ企画で出演していた。
- 松本麻衣子◎（アシスタント・「お役にたちタイガース!」ナレーター）
  - MBSラジオの阪神戦中継『MBSタイガースライブ → MBSベースボールパーク』・MBSテレビ制作のJリーグ中継でリポーターを担当。当番組では、スタジオに出演しない週にもナレーターを担当する一方で、「阪神全144試合完全制覇 おっかけタイガース!」や「お役にたちタイガース!」では「松本麻衣子隊員」という名義を用いる。
  - 『カワスポ』時代には当初、「阪神全144試合完全制覇 おっかけタイガース!」ナビゲーター・サッカー担当プレゼンターとして出演。2013年7月5日放送分からは、アシスタントを兼務している。ただし、同年8月にモスクワで開催された2013年世界陸上競技選手権大会の期間中には、毎日放送の取材リポーターとして現地に派遣。開幕前夜（2013年8月7日）の『カワスポ』と、大会期間中に放送の特別番組『夏休み!カワスポ夕刊』（後述）では、モスクワからの生中継で出演していた。
- 関岡香◎（ナレーター）
  - 『カワスポ』時代には、松本が取材や休暇などで出演しない場合を中心に、松本の代役でナレーターを担当。「クイズ ○○まるごとハウマッチ!ベスト10」のナレーターも務めた。『月刊カワスポ』では、「お役にたちタイガース!」以外のコーナーでVTRのナレーションを担当。

#### リポーター
- ソエジマ隊員
  - 事実上、プロ野球シーズンにのみVTRで出演。『カワスポ』時代には「阪神全144試合完全制覇 おっかけタイガース!」、『月刊カワスポ』への移行後は「お役にたちタイガース!」を担当する。
- 比嘉晴香（毎日放送スポーツ部ディレクター）
  - 毎日放送への入社4年目の2014年4月から、「タイガースおっかけ記者（タイガースおっかけ隊）」として抜擢。阪神の公式戦全144試合に帯同しながら、『月刊カワスポ』『ちちんぷいぷい』へ出演したり、電話でリポートを送ったりしている。阪神以外では、高校野球に詳しいことを自認している。

#### アスリートゲスト
- 金本知憲（元・広島東洋カープおよび阪神外野手）
- 藤本敦士（元・阪神および東京ヤクルトスワローズ内野手）
- 藪恵壹（元・阪神投手コーチ、現役時代は阪神などで投手としてプレー）

いずれも、「MBSラジオ野球解説者」という肩書で月替わり出演。金本は、放送までの1ヶ月間の公式戦で目立った阪神選手のプレーを、出身地の方言（広島弁）にちなんで「ええのう」「ぼちぼちやのう」「あかんのう」「ようわからんのう」という4段階で評価する。

##### 準レギュラー
いずれも、『カワスポ』時代からたびたび出演。
- 岡田圭右（ますだおかだ）
- 遠藤章造（ココリコ）

### 『カワスポ』時代
週替わり企画で取材・報告を担当していたアナウンサーは、便宜上「プレゼンター」と表記。スタジオに出演する場合には、取材したスポーツのユニフォーム姿で登場した。また、出演するスポーツアナウンサーが放送週（または翌週）の土・日曜日にテレビのスポーツ中継で実況・リポーターを務める場合には、その中継の見どころをエンディングで紹介していた。

#### レギュラー
- 井上雅雄◎（「阪神全144試合完全制覇 おっかけタイガース!」ナビゲーター）
  - テレビ・ラジオでは、スポーツアナウンサーとして競馬以外のスポーツ中継で実況・リポートを担当。当番組では、「阪神全144試合完全制覇 おっかけタイガース!」において、「井上雅雄隊員」という名義でナビゲーターを務めた。ただし、他のスポーツ番組・中継を担当する場合や、プロ野球オフシーズンの企画によっては出演しないこともあった。

#### 準レギュラー
- 河本光正◎（競馬担当プレゼンター）
  - MBSラジオ・ラジオ関西の競馬中継シリーズ『GOGO競馬』で実況を担当。
- 大吉洋平◎
  - MBSテレビ制作のJリーグ中継でリポーターの経験あり。
- 吉竹史◎（出演時点では毎日放送に在籍、準レギュラーとして2013年4月5日・5月31日放送分に出演）
  - MBSテレビ『みんなの甲子園』2010・2011・2013年キャスターで、2013年からは選抜高等学校野球大会出場校の取材も担当。MBSテレビでは、2010・2011年度にも、『VOICE』（平日夕方のローカルニュース番組）のフィールドキャスターとしてスポーツ選手の取材を経験していた。ただし、当番組には2回しか登場せず、2014年1月に毎日放送を退社。

当初は、スポーツアナウンサーの金山泉も、準レギュラーで出演する予定だった。ただし実際には、自己紹介を目的とした出演を除いて、1回も登場していない。また、河本・大吉の出演も、事実上1回にとどまった。

#### アスリートパートナー
番組開始から2013年9月まで、月替わりまたは週替わりで出演。本格的な選手・指導経験のあるスポーツを週替わり特集で扱う場合には、コメンテーターを兼務する。同年6月の放送分までは、アシスタントの役割も担っていた。同年10月以降は、不定期での出演に変更。
- 2013年4月 ： 青木愛 （元アーティスティックスイミング選手、2008年北京オリンピック日本代表）
- 2013年5月 ： 廣田遥 （元トランポリン選手、アテネオリンピック・北京オリンピック日本代表）[5]
- 2013年6月 ： 竹下佳江 （バレーボール選手、アテネオリンピック・北京オリンピック・ロンドンオリンピック日本代表）
- 2013年7月 ： 週替わりで以下の人物が出演。
  - 5日 ： 田中雅美 （元競泳選手、アトランタオリンピック・シドニーオリンピック・アテネオリンピック日本代表）
  - 12日 ： 川上直子 （元女子サッカー選手、第4回FIFA女子ワールドカップ・アテネオリンピック日本代表）
  - 19日 ： 杉山愛 （元女子プロテニス選手）
  - 26日 ： 廣田遥[6]
- 2013年8月 ： 以下の人物が出演。
  - 8月2日 ： 赤星憲広 （元阪神タイガース外野手）[7]
  - 8月9日・8月30日 ： 武井壮（元陸上競技選手、十種競技日本記録保持者）
- 2013年9月 ： 浅尾美和（元女子ビーチバレー選手、マンスリーパートナーとして出演）
  - 9月13日 ： 浅尾・内藤大助（元プロボクサー、元WBC世界フライ級王者）
- 2013年11月 
  - 1日 ： 浅尾美和
  - 15日：浅田舞（女子プロフィギュアスケーター）
- 2014年1月
  - 3日・10日 ：青木愛、廣田遙、浅尾美和
  - 31日 ：村主章枝（女子プロフィギュアスケーター、2002年ソルトレークシティオリンピック・2006年トリノオリンピックフィギュアスケート女子シングル日本代表）
- 2014年3月
  - 7日 ：浅尾美和
  - 14日 ：パンチ佐藤 （元オリックス・ブルーウエーブ外野手）

なお、2013年8月23日・9月6日には、東京で収録した「男子の知らない女子アスリートの本音 アスリート女子会」を放送。VTRには、浅尾・田中に加えて、小椋久美子（元女子バドミントン選手、北京オリンピック・バドミントン女子ダブルス日本代表）と大菅小百合（元スピードスケート・自転車競技選手、2002年ソルトレークシティオリンピック・2006年トリノオリンピックスピードスケート日本代表、アテネオリンピック自転車女子タイムトライアル日本代表）も登場した。

#### コメンテーター
週替わり特集のテーマに応じて、「アスリートパートナー」とは別に出演。週替わり特集では、選手・指導経験を踏まえた「名言」を披露する。
- 遠山奬志（野球担当、毎日放送野球解説者）
- 森島寛晃（サッカー担当、セレッソ大阪アンバサダー、元・サッカー日本代表）
- 川合俊一（バレーボール担当、日本ビーチバレーボール連盟会長、元・バレーボール全日本男子代表）
- 朝原宣治（短距離走担当、北京オリンピック男子4×100mリレー銅メダリスト）

#### その他
2013年7 - 8月の夏休み期間中には、レギュラー版の生放送へ出演することを前提に、「（深夜帯の生放送番組への出演が可能な）18歳以上のメンバーでスポーツを応援するチーム」によるスタジオ観覧を募集。番組サイドでの選考を経て、毎回1チームがスタジオに登場している。出演するチームでは、基本として放送中に、メンバー全員がユニフォーム姿でアスリートパートナー・ゲスト席の後方へ着席。「阪神全144試合完全制覇 おっかけタイガース!」でVTRを流す前に声を揃えて（ソエジマ隊員のギャグにちなんだ）合図を出したり、全員で応援パフォーマンス（主にチアリーディング）を披露したりしていた。実際にスタジオへ出演したチームは以下の通り。
- 園田学園女子大学チアリーディング部WHITE TIGERS（2013年7月26日）[8]
- 大阪国際大学競技チアリーディング＆エアロビック部GLOOBYS（2013年8月2日）
- エレコム神戸ファイニーズチアリーダーズ（2013年8月9日）
- 近畿大学吹奏楽部（2013年8月23日）

## 特別番組
- 『カワスポ創刊号 阪神開幕スペシャル』
  - 放送日に日本プロ野球の2013年一軍公式戦が開幕したことから、番組のテーマを「阪神のカワッタミカタ」に特化。同球団と東京ヤクルトスワローズによる開幕戦（神宮球場）のダイジェスト、阪神のキャプテン・鳥谷敬内野手に対する河田の直撃インタビュー、注目選手の紹介、毎日放送東京支社からの生中継、阪神ファンの経済評論家・國定浩一（大阪学院大学教授）による「トラノミクス」（同球団が優勝した場合に発生が予想される経済効果）の解説などを放送した。
  - スタジオゲストには、「阪神に詳しいトラの有識者」として遠山・陣内智則・月亭八光、「初心者」として福田彩乃とローラ・チャンが出演。同局東京支社からの生中継では、「（前述の）開幕戦だけを観戦する」という条件で神宮球場へ赴いていたソエジマに対して、当日の『MBSタイガースライブ』開幕戦中継でベンチリポーターを務めた井上が「おっかけリポーター」への就任を言い渡すという一幕があった。
- 『別冊カワスポ 阪神全144試合おっかけタイガース!スペシャル～ちちんぷいぷいファンの皆様、よろしくお願いしま～す!～』
  - 2013年6月12日（水曜日）に、『ちちんぷいぷい』（河田・松本・井上が当番組の開始前からレギュラーで出演中の情報番組）とのコラボレーション番組として、同番組直前の放送枠（13:55 - 14:55）に同番組のスタジオセットから生放送。同番組から総合司会の西靖（河田の先輩アナウンサー）および水曜日のレギュラー陣（大平サブロー・遠山・未知やすえ・月亭八光）が出演したほか、「阪神全144試合制覇 おっかけタイガース!」のダイジェスト・未公開映像、当日の夜に北海道日本ハムファイターズ対タイガース（セ・パ交流戦）のナイトゲームを開催する札幌ドーム前からの生中継（ソエジマ隊員・井上が出演）、河田による阪神ファン200人へのインタビューに基づく（同年開幕戦から放送直前までの58試合における）「2013年阪神ファンが自慢したい名シーンベスト3」を放送した。
- 『夏休み!カワスポ夕刊』
  - 2013年世界陸上競技選手権大会開催期間中の2013年8月12日（月曜日）から8月16日（金曜日）まで、17:24 - 17:50に『ちちんぷいぷい』のスタジオから生放送。スタジオに出演するのは河田・井上のみで、同大会の中継と連動した「カワスポ流 世界陸上のカワッタミカタ」と、「阪神全144試合制覇 おっかけタイガース!」の2本立てで構成した[9]。また、同大会の周辺取材で開催地のモスクワへ派遣された松本に代わって、関岡がVTRのナレーターを担当。「阪神全144試合制覇 おっかけタイガース!」では、放送上「関岡香隊員」という名義を用いていた。
    - MBSテレビでは上記の期間に、『ちちんぷいぷい』の放送枠の大半（14:55 - 17:24）で世界陸上デイセッション（モスクワの現地時間で午前中～夕方に開催する種目）中継の同時ネット（JNN基幹局スポンサーネット）を実施するため、同番組を全編にわたって休止。また、夜間～深夜帯にはナイトセッション（夜間に開催する種目）の全国ネット中継枠を設定しているため、8月16日には当番組のレギュラー版も放送していない。

  - 「カワスポ流 世界陸上のカワッタミカタ」では、白地の鉢巻・法被姿の松本によるモスクワからの生中継リポートを交えながら、当日のナイトセッションの見どころや注目の選手（主に関西地方と縁のある日本代表選手）を取り上げた。松本は、「世界陸上モスクワ 松本麻衣子が世界中の『バンザイ』を集める夏」と称して、競技会場の周辺で出会った日本人以外の一般客から日本語の「バンザイ」に相当する言葉を調査。さらに、その言葉と自国の国旗を描かせていた[10]。また、スタジオパートのエンディングでは、スポットCMをはさんで「カワスポ流世界陸上クイズ 今夜（明日）の注目アスリートは誰だ?」を放送。当日のナイトセッション（または翌日の決勝種目）に出場する注目の選手を、井上による形態模写を交えながら紹介していた。

## 『カワスポ』レギュラー版の放送内容
放送回数は、特別番組を除いた初回放送からの通算回数で表記。

「登場したアスリート」のうち、太字で記した人物は「アスリートパートナー」。斜体で記した人物は「キーワードプレゼント」でVTRにのみ登場、それ以外の人物は、VTRで取材した（取材時点で）現役のアスリート。

河田がプレゼンター、「アスリートパートナー」がコメンテーターを兼務する場合には（ ）で表記。
| 2013年   | 2013年   | 2013年                                               | 2013年                                               | 2013年                                                 |                                                        |                |
| 放送回数 | 放送日   | テーマ                                               | 登場したアスリート                                   | プレゼンター                                           | ゲスト                                                 | コメンテーター |
| -------- | -------- | ---------------------------------------------------- | ---------------------------------------------------- | ------------------------------------------------------ | ------------------------------------------------------ | -------------- |
| 01       | 4月5日   | サッカー                                             | 青木愛、遠藤保仁                                     | 松本麻衣子                                             | 山本浩之、春香クリスティーン                           | 森島寛晃       |
| 02       | 4月19日  | アーティスティックスイミング                         | 青木愛                                               | （河田直也）                                           | ガダルカナル・タカ                                     | （青木愛）     |
| 03       | 4月26日  | ゴルフ                                               | 青木愛、横田真一、堀奈津佳                           | （特になし）                                           | 遠藤章造（ココリコ）                                   | （特になし）   |
| 04       | 5月3日   | バレーボール                                         | 廣田遙、大友愛                                       | （特になし）                                           | 川合俊一                                               | （川合俊一）   |
| 05       | 5月10日  | ボクシング                                           | 廣田遙、井岡一翔、宮崎亮                             | 松本麻衣子                                             | 大平サブロー                                           | （特になし）   |
| 06       | 5月17日  | おっかけタイガース!スペシャル                        | 廣田遙                                               | （井上雅雄）                                           | （特になし）                                           | 月亭八光       |
| 07       | 5月24日  | 競馬                                                 | 廣田遙                                               | （河田直也）                                           | 山本浩之                                               | （山本浩之）   |
| 08       | 5月31日  | 蔵出し引退映像スペシャル                             | 廣田遙                                               | 吉竹史・河本光正・大吉洋平                             | たむらけんじ                                           | （特になし）   |
| 09       | 6月7日   | フィギュアスケート                                   | 竹下佳江、浅田真央、清武弘嗣                         | （河田直也）                                           | 岡田圭右（ますだおかだ）                               | （特になし）   |
| 10       | 6月14日  | 陸上競技（100m走）                                   | 竹下佳江、桐生祥秀                                   | （河田直也）                                           | 朝原宣治                                               | （朝原宣治）   |
| 11       | 6月21日  | 競馬（宝塚記念）                                     | 竹下佳江                                             | 河本光正                                               | はるな愛                                               | （特になし）   |
| 12       | 6月28日  | バレーボール（竹下佳江伝説）                         | 竹下佳江、眞鍋政義、木村沙織                         | （特になし）                                           | たむらけんじ                                           | （竹下佳江）   |
| 13       | 7月5日   | 大相撲（行司）                                       | 田中雅美、木村庄之助 (36代)、堀奈津佳                | 松本麻衣子                                             | 遠藤章造（ココリコ）                                   | （特になし）   |
| 14       | 7月12日  | サッカー（遠藤保仁特集）                             | 川上直子、遠藤保仁                                   | （河田直也）                                           | ヒデ（ペナルティ）                                     | （特になし）   |
| 15       | 7月19日  | テニス（クルム伊達公子特集）                         | 杉山愛、クルム伊達公子、柿谷曜一朗・扇原貴宏・山口螢 | （河田直也）                                           | たむらけんじ                                           | （特になし）   |
| 16       | 7月26日  | 野球（桧山進次郎特集）                               | 廣田遙、桧山進次郎、香川真司                         | （河田直也）                                           | 月亭八光                                               | （特になし）   |
| 17       | 8月2日   | 野球（高校野球特集）                                 | 赤星憲広、大阪府立東住吉高等学校 野球部、遠藤保仁    | （河田直也）                                           | 宇都宮まき                                             | （赤星憲広）   |
| 18       | 8月9日   | 世界陸上                                             | 武井壮                                               | （特になし）                                           | 岡田圭右（ますだおかだ）                               | （武井壮）     |
| 19       | 8月23日  | アスリート女子会（前半戦）                           | 田中雅美、小椋久美子、大菅小百合、浅尾美和           | （特になし）                                           | 増田英彦・岡田圭右（ますだおかだ）                     | （特になし）   |
| 20       | 8月30日  | カワスポ拡大版（24:20 - 25:29の70分枠で放送）        | 武井壮、ニック・シモンズ、澤野大地、右代啓祐、福本幸 | （松本麻衣子）                                         | 山本浩之                                               | （武井壮）     |
| 21       | 9月6日   | アスリート女子会（後半戦）                           | 田中雅美、小椋久美子、大菅小百合、浅尾美和           | （河田直也）                                           | 月亭八方                                               | （浅尾美和）   |
| 22       | 9月13日  | クイズ・ボクシングまるごとハウマッチ!ベスト10        | 浅尾美和、内藤大助                                   | （特になし）                                           | 遠藤章造                                               | （内藤大助）   |
| 23       | 9月20日  | 河田直也の熱血仮入部（7人制女子ラグビー）            | 浅尾美和                                             | （河田直也）                                           | なるみ                                                 | （特になし）   |
| 24       | 9月27日  | スミッコツツキマッチ（野球vsサッカー）               | 浅尾美和                                             | 増田英彦、ヒデ（ペナルティ）                           | 増田英彦（野球）、ヒデ（ペナルティ：サッカー）         | （特になし）   |
| 25       | 10月4日  | 河田直也の熱血仮入部（板飛び込み）                   | 馬淵優佳                                             | （河田直也）                                           | 片岡愛之助                                             | （特になし）   |
| 26       | 10月11日 | おっかけタイガース 公式戦全144試合観戦達成スペシャル | 和田豊、マット・マートン、安藤優也、坂克彦           | （河田直也、井上雅雄）                                 | 遠藤章造、岡田圭右                                     | （特になし）   |
| 27       | 10月18日 | CSもおっかけタイガース!                              | （特になし）                                         | （松本麻衣子）                                         | 遠藤章造、宇治原史規（ロザン）                         | （特になし）   |
| 28       | 10月25日 | 大阪マラソン                                         | セルオド・バドオチル                                 | 河田直也、トミーズ健（VTRのみ）                        | たむらけんじ、ハイヒールモモコ                         | （特になし）   |
| 29       | 11月1日  | スミッコツツキマッチ（プロ野球選手の引退）           | 浅尾美和、北別府学                                   | 河田直也、増田英彦、アンガールズ（田中卓志・山根良顕） | 増田英彦、アンガールズ（田中卓志・山根良顕）           | （特になし）   |
| 30       | 11月8日  | トップアスリート 本音のつぶやき                      | 遠藤保仁、澤穂希、長谷川穂積                         | （特になし）                                           | たむらけんじ                                           | （特になし）   |
| 31       | 11月15日 | フィギュアスケート                                   | 浅田舞、本田望結                                     | （河田直也）                                           | レッド吉田                                             | （浅田舞）     |
| 32       | 11月22日 | クイズ ゴルフパネルマッチ!                           | 笠りつ子                                             | （特になし）                                           | 岡田圭右、遠藤章造、国生さゆり                         | （特になし）   |
| 33       | 11月29日 | 桧山進次郎引退記念スペシャル                         | 桧山進次郎、藤浪晋太郎                               | （特になし）                                           | 松村邦洋、遠藤章造、たむらけんじ                       | （桧山進次郎） |
| 34       | 12月6日  | 桧山進次郎引退記念スペシャル（延長戦）               | 桧山進次郎、金田久美子、田中雅美、脇坂寿一           | （特になし）                                           | 松村邦洋、遠藤章造、たむらけんじ                       | （桧山進次郎） |
| 35       | 12月13日 | クイズ スポーツまるごとハウマッチ!                   | （特になし）                                         | （特になし）                                           | ガタルカナル・タカ、小出水・てつじ（シャンプーハット） | （特になし）   |

| 2014年   | 2014年  | 2014年                                                                               | 2014年                                                                   | 2014年 | | | | | |
| 放送回数 | 放送日  | テーマ                                                                               | 登場したアスリート                                                       | プレゼンター | ゲスト | コメンテーター | | | |
| -------- | ------- | ------------------------------------------------------------------------------------ | ------------------------------------------------------------------------ | --- | --- | --- | --- | --- | --- |
| 36       | 1月4日  | カワスポ新春スペシャル（「スミッコツツキマッチ1回戦」を23:30 - 24:30の60分枠で放送） | 青木愛、廣田遙、浅尾美和、山賀敦之                                       | アンガールズ（田中卓志・山根良顕）、哲夫（笑い飯）、スリムクラブ（真栄田賢・内間政成）、松村邦洋、団長安田（安田大サーカス） | アンガールズ（田中卓志・山根良顕）、哲夫（笑い飯）、スリムクラブ（真栄田賢・内間政成）、松村邦洋、団長安田（安田大サーカス） | アンガールズ・田中および団長安田（サッカー）、笑い飯・哲夫（モーグル）、スリムクラブ（ラグビー）、松村邦洋およびアンガールズ・山根（野球） | アンガールズ・田中および団長安田（サッカー）、笑い飯・哲夫（モーグル）、スリムクラブ（ラグビー）、松村邦洋およびアンガールズ・山根（野球） | | |
| 37       | 1月11日 | スミッコツツキマッチ決勝戦・3位決定戦（24:35 - 25:14）                               | 青木愛、廣田遙、浅尾美和、山賀敦之                                       | アンガールズ（田中卓志・山根良顕）、哲夫（笑い飯）、スリムクラブ（真栄田賢・内間政成）、松村邦洋、団長安田（安田大サーカス） | アンガールズ（田中卓志・山根良顕）、哲夫（笑い飯）、スリムクラブ（真栄田賢・内間政成）、松村邦洋、団長安田（安田大サーカス） | アンガールズ（田中卓志・山根良顕）、哲夫（笑い飯）、スリムクラブ（真栄田賢・内間政成）、松村邦洋、団長安田（安田大サーカス）               | アンガールズ（田中卓志・山根良顕）、哲夫（笑い飯）、スリムクラブ（真栄田賢・内間政成）、松村邦洋、団長安田（安田大サーカス）               | アンガールズ・田中および団長安田（サッカー）、笑い飯・哲夫（モーグル）、スリムクラブ（ラグビー）、松村邦洋およびアンガールズ・山根（野球） | アンガールズ・田中および団長安田（サッカー）、笑い飯・哲夫（モーグル）、スリムクラブ（ラグビー）、松村邦洋およびアンガールズ・山根（野球） |
| 38       | 1月17日 | 岡田圭右プレゼンツ クイズ オリックス・バファローズ!!（24:35 - 25：14）               | T-岡田、佐藤達也、伊藤光                                                 | 岡田圭右（河田とのダブルMC扱い）                                                                                             | たむらけんじ、磯山さやか | アンガールズ（田中卓志・山根良顕）、哲夫（笑い飯）、スリムクラブ（真栄田賢・内間政成）、松村邦洋、団長安田（安田大サーカス）               | アンガールズ（田中卓志・山根良顕）、哲夫（笑い飯）、スリムクラブ（真栄田賢・内間政成）、松村邦洋、団長安田（安田大サーカス）               | （特になし） | |
| 39       | 1月23日 | 阪神・西岡×日本ハム・中田 ぶっちゃけトーク（事前にロケで収録）                       | 西岡剛、中田翔                                                           | （河田直也） | （ロケにたむら・磯山が同行）                                                                                                 | （特になし） | | | |
| 40       | 1月31日 | ソチオリンピック直前スペシャル                                                       | 村主章枝、町田樹                                                         | 河田直也 | 遠藤章造（ココリコ） | （村主章枝） | | | |
| 40       | 2月7日  | 阪神キャンプのカワッタミカタ （沖縄キャンプロケ）                                    | ランディ・メッセンジャー、マット・マートン、西岡剛、福留孝介、藤浪晋太郎 | 河田直也、遠藤章造（ココリコ）、ソエジマ隊員                                                                                 | | 藤本敦士 | | | |
| 41       | 2月14日 | 河田直也の「花の応援マンinソチ」・スキージャンプのカワッタミカタ（24:30 - 25:09）    | 吉泉賀子、平岡卓、葛西紀明                                               | 松本麻衣子（スタジオ進行）、河田直也（ソチオリンピック生中継リポート）                                                       | 増田英彦 | （吉泉賀子） | | | |
| 42       | 2月21日 | 河田直也の「花の応援マンinソチ」・フィギュアスケートのカワッタミカタ                 | 織田信成                                                                 | 松本麻衣子（スタジオ進行）、河田直也（ソチオリンピック生中継リポート）                                                       | たむらけんじ | （織田信成） | | | |
| 43       | 2月28日 | ソチオリンピック取材大反省会 （全編事前収録）                                        | 葛西紀明                                                                 | （河田直也、松本麻衣子） | | | | | |
| 44       | 3月7日  | サッカー・J1スミッコニュース                                                         | 浅尾美和、加地亮、川澄奈穂美                                             | （河田直也、松本麻衣子） | たむらけんじ、（大杉漣） | 森島寛晃 | | | |
| 45       | 3月14日 | 戦力外通告を受けて人生カワッタ男たち                                                 | パンチ佐藤、神島崇、野田浩司、嵜本晋輔、沼田さくら                       | （河田直也） | 遠藤章造 | （パンチ佐藤） | | | |
| 46       | 3月21日 | センバツ高校野球のカワッタミカタ                                                     | 藤本敦士                                                                 | （河田直也、赤星憲広、豊崎由里絵）                                                                                           | 渡部建（アンジャッシュ）、レッド吉田（TIM）                                                                                  | （藤本敦士） | | | |
| 47       | 3月28日 | 『カワスポ』最終放送（阪神タイガース開幕スペシャル）                                 | 藤本敦士、久慈照嘉                                                       | （河田直也） | 遠藤章造） | （藤本敦士、久慈照嘉） | | | |

## コラボレーション企画
毎日放送グループが2012年から展開している阪神タイガースの応援企画「withタイガース」（2014年から「with Tigers」）に参加している関係で、井上や松本がタイガース関連の企画・特集（「阪神全144試合完全制覇 おっかけタイガース!」など）を担当する場合には、同企画にちなんだ法被と鉢巻きを着用。また、MBSテレビが関西ローカルで放送する「withタイガース」とのコラボレーションCMには、当番組から河田・井上が出演している。

### 2013年
- 4月11日の『withタイガース MBSタイガースライブ』阪神タイガース対読売ジャイアンツ戦（阪神甲子園球場でのナイトゲーム）テレビ中継では、当番組レギュラーの河田・遠山・青木が副音声（ステレオ2）に出演[80]。さらに、試合が放送予定より早く終了したため、次枠までのフィラー番組として「阪神全144試合完全制覇 おっかけタイガース」のダイジェスト（前述）を初めて放送した。
- 4月13日の『MBSタイガースライブ』（テレビ版・ラジオ版とも）と『GAORAプロ野球中継』の阪神タイガース対横浜DeNAベイスターズ戦（阪神甲子園球場でのデーゲーム）では、MBSグループの協賛スポンサードゲーム「with タイガース MBSデーゲーム」として開催した関係で、当番組から河田が始球式やテレビ・ラジオ・GAORAの中継に登場[81]。松本は、試合前のタイガーススタメン選手紹介アナウンスを担当した後に、『MBSタイガースライブ』のラジオ中継でタイガース側ベンチリポーターを務めた。なお、河田の始球式の模様は、同月19日放送分の「阪神全144試合完全制覇 おっかけタイガース!」で紹介されている。
- MBSテレビが9月23日（秋分の日）に関西ローカルで放送の『withタイガース MBSタイガースライブ』阪神対ヤクルト戦（阪神甲子園球場）中継では、井上が実況を担当することに加えて、当番組から河田とソエジマが中継に登場[82]。河田はソエジマと共に「TOSHIBAシート」（ネット裏の指定席）から随時リポートを送ったほか、5・6回の2イニングには、若手時代以来10数年振りにプロ野球公式戦の実況に臨んだ（実況中には井上がソエジマと共にリポーターを担当）。また、中継の合間には、当番組のメールアドレスを通じて視聴者からのメッセージを募集・紹介している。

### 2014年
- 3月9日（日曜日）の阪神対巨人オープン戦（阪神甲子園球場でのデーゲーム）のテレビ中継（13:58 - 14:30）では、当番組からは、井上が実況担当、河田と浅尾がゲストとして中継に出演。また、同年から毎日放送の野球解説者に就任した藤本敦士が、この放送でテレビ中継での「解説デビュー」を果たした。

## 関連番組『withタイガース カワスポサタデー運動部!』

### 概要
当番組のラジオ版に当たる生放送のスポーツ情報番組で、当番組のメインMCでもある河田がパーソナリティを担当。スポーツ紙の編集部さながらに、タイガース選手への突撃取材や、タイガースへの提言などの企画を放送する。放送週によっては、同球団の関係者がスタジオにゲストで随時出演。また、Twitterの公式アカウントで番組情報を配信するほか、リスナーからのメッセージを受け付ける。
河田以外には、タイガースOBの金本知憲・藪恵壹・今岡誠・藤本敦士（いずれもMBSラジオの野球解説者）などが週替わりで出演。金本を「編集部の鬼編集長」と位置付けたうえで、藪・今岡・藤本や毎日放送のスポーツアナウンサーが「記者」として取材・報告を担当していた。また、タイガースファンの芸人も、「お笑い担当記者」という肩書で出演している。

### 放送時間
- 2013年11月9日 - 2014年3月29日 毎週土曜日 17:59 - 19:25
  - 第1回（2013年11月9日）では、放送枠を17:59 - 19:55に拡大した。
  - 2013年度の最終放送（2014年3月29日）では、『MBSベースボールパーク』（2014年に『MBSタイガースライブ』から改称）として14:00から放送の巨人対阪神デーゲーム中継（東京ドーム、金本が解説を担当）を18:35まで延長したため、箱番組をはさんで18:51に放送を開始した（放送枠を52分短縮）。
  - 2014年度のプロ野球シーズンにも、『MBSベースボールパーク番外編 カワスポ野球部』というタイトルで放送を継続することになり、6月1日・日曜日のナイトゲーム中継枠に放送された。しかし、実際は天候不順により予備日への試合順延が相次いだことや、全試合デーゲームの土・日曜も従来から放送している『河田直也&桜井一枝のうきうき土曜リクエスト 延長スペシャル』や『MBSベースボールパーク番外編』（日曜版）の放送を優先することが多かったため、実際には1回の放送にとどまった。
  - 2014年度のナイターオフ期間には、「運動部記者」の藤本をメインパーソナリティ、「データ担当記者」の金山泉（毎日放送のスポーツアナウンサー）をパートナーに起用した『藤本敦士のDASH宣言!』を放送していた。ただし、藤本は同年11月から、二軍内野守備コーチとして阪神に復帰。2015年1月以降の放送では、当番組の「お笑い担当記者」だった山田スタジアム（元・ストリーク）が、番組終了までパーソナリティ代理を務めていた。

### 出演者
パーソナリティ
- 河田直也 - 放送直前の17:43まで『河田直也&桜井一枝のうきうき土曜リクエスト』にも出演。ソチオリンピック期間中には、電話でリポートを寄せている。2013年度の最終放送では、前述の事情で同番組を休止した関係で、桜井も当番組にゲストで登場している。

アシスタント
- 豊永真琴 - プロ野球シーズン中は、『MBSタイガースライブ』→『MBSベースボールパーク』ラジオ版にスタジオ担当として出演。

鬼編集長
- 金本知憲（野球解説者、『MBSタイガースライブ → MBSベースボールパーク』にはラジオ版のみゲスト解説で出演）- 当番組のスタジオに登場しない週にも、事前収録の音源で登場。

運動部記者
いずれもタイガースOB・MBSラジオの野球解説者
- 今岡誠 - 放送上の肩書は「カリスマ記者」で、MBSテレビの野球解説者も兼任。ただし、実際にはほとんど出演しない。
- 藤本敦士 - 当番組が解説者への転身後初めてのレギュラー番組になることから、事実上毎回出演。放送上の肩書は「熱血新人記者」。2014年3月8日（土曜日）には、『MBSベースボールパーク』としては初めてのラジオ中継に当たる阪神対北海道日本ハムファイターズのオープン戦デーゲーム中継（甲子園、13:00 - 15:00）で「解説デビュー」を果たした後に、『河田直也&桜井一枝のうきうき土曜リクエスト』の短縮版をはさんで当番組へ登場した。
- 藪恵壹 - タイガースの投手コーチから、2014年に解説者へ転身。同年最初の放送（1月4日放送分）へのゲスト出演で、解説者としてのデビューを果たした。

データ担当記者
- 馬野雅行（MBSアナウンサー）
- 近藤亨（MBSアナウンサー）
- 井上雅雄（MBSアナウンサー）- ソチオリンピック期間中の2014年2月8日・15日放送分では、河田に代わってパーソナリティを担当。
- 金山泉（MBSアナウンサー） - 『カワスポ野球部』への移行を機に出演

お笑い担当記者
- 中川貴志（ランディーズ）
- 山田スタジアム
- 藤崎マーケット（トキ・田崎）

「運動部記者」「データ担当記者」「お笑い担当記者」については、上記の人物から、原則として週替わりで1名ずつ出演。第1回の放送には金本・今岡・藤本、2014年最初の放送には藤本・藪が揃って登場した。また、同年2月9日・3月8日放送分には、ソエジマ隊員がタイガースにちなんだ新作ギャグの披露を兼ねて特別に出演した。

### 主なコーナー
- 虎の目!スポーツトピックス!
  - タイガース関連の情報を中心に、当日出演の「記者」が注目したスポーツニュースを伝える。「記者」は、自分で取り上げたニュースのヘッドラインを読んだ後に、「猛虎ボイス」としてそのニュースに対するコメントを寄せた。
- もしもの時のタイガース!もしトラ!
  - リスナーが参加できる投稿企画で、「もしもあなたがタイガースの監督・選手だったら」など、タイガースにまつわる仮定の「お題」について番組の公式メールアドレス（undo@mbs1179.com）で投稿を募集。寄せられた投稿内容の一部を、19時台に「お笑い担当記者」が当コーナーで紹介した。ちなみに金本は、スタジオに出演しない週に、事前収録の音源を通じて次回の「お題」を発表する。
- トラトラウルトラスクープ!
  - 主に藤本が出演する週に放送。タイガースの最新情報から、球団の関係者しか知り得ない内部情報まで、藤本を初めとする「運動部記者」がインタビュアーとして当事者を徹底的に取材。タイガースファンのリスナーに向けて、とっておきのスクープ情報を届けた。「熱血新米記者」の藤本が、初々しい口調でリポートを伝えたことが特徴。ちなみに金本は、スタジオに出演しない週に、事前収録の音源を通じて「運動部記者」への指令を出していた。
- 春一番!センバツ甲子園
  - 選抜高等学校野球大会の期間中にのみ内包する、大会のダイジェストコーナー。当番組では、「データ担当記者」を務めるアナウンサーがキャスターを担当する。

番組の開始当初には、今岡が野球への疑問や悩みに関するリスナーからの質問に答える企画として、「カリスマ!今岡誠の野球電話相談室」の放送も予定していた。しかし、今岡がほとんど出演しなかったことから、実際には放送されていない。その一方で、2014年1月から3月までは、藤本が『MBSベースボールパーク』に解説者として出演する場合のキャッチフレーズをリスナーから募集。「最後のFI戦士」というフレーズが、実際に採用された。

### 特別番組
- MBSラジオでは、2014年2月16日の『MBSサンデースペシャル』（20:00 - 21:00）で、当番組と『河田直也&桜井一枝のうきうき土曜リクエスト』のコラボレーションによる事前収録の特別番組『藤本敦士と河田直也・桜井一枝のうきうきカワスポ運動部』を放送した。